# جيرارد غول
جيرارد غول (بالهولندية: Gerardus Gul)‏ هو قسيس هولندي، ولد في 1847 في Egmond aan Zee ‏ في هولندا، وتوفي في 1920 في أوترخت في هولندا.